# Leucanthemum montserratianum
Leucanthemum montserratianum là một loài thực vật có hoa trong họ Cúc. Loài này được Vogt mô tả khoa học đầu tiên năm 1991.